# 约翰·布伦南
约翰·欧文·布伦南（英語：John Owen Brennan，1955年9月22日—），美国官員。他於2013年3月起由擔任中央情报局第22任局長。

## 生平
出生於新泽西州北卑尔根。1977年，於福特莫大学政治学系毕业后，赴开罗美国大学学习阿拉伯语和於1980年在得克萨斯大学進行中东研究，并完成一个硕士课程。
加入中央情报局25年間，歷任情报分析官、駐沙烏地阿拉伯利雅德站長、中央情报局局长助理。任內由於對恐怖主义嫌疑人進行「坐水凳」刑罰，而備受严厉质疑和批评。在2004年8月至2005年8月，擔任国家反恐中心主任。
2009年1月至2013年3月，奥巴马政府期間任国家安全和反恐怖主义對策助手。透過无人机對恐怖主义嫌犯進行暗杀，此外，在2011年5月的刺殺拉登行動战略上发挥了很大作用。 另外，其對於阿拉伯語流利 。

## 備註
1. ↑  . 俄羅斯之聲日文版. 2013年2月7日  [2015年1月19日]. （原始内容存档于2015-01-19）.

| 政府职务                        | 政府职务                     | 政府职务             |
| ------------------------------- | ---------------------------- | -------------------- |
| 前任者： 大衛·霍威爾·彼得雷烏斯 | 中央情報局局長 2013年–2017年 | 繼任者： 邁克·蓬佩奧 |